# Josipa Marković
Josipa Marković, född 25 januari 2001, är en kroatisk volleybollspelare (libero).
Marković spelar med Kroatiens landslag och spelade med dem vid VM 2022 och EM 2023. Marković har (2022) spelat hela sin klubbkarriär i Kroatien, till 2019 med OK Zadar och därefter HAOK Mladost. Med den senare klubben har hon blivit kroatisk mästare och cupmästare.